# Karlstor

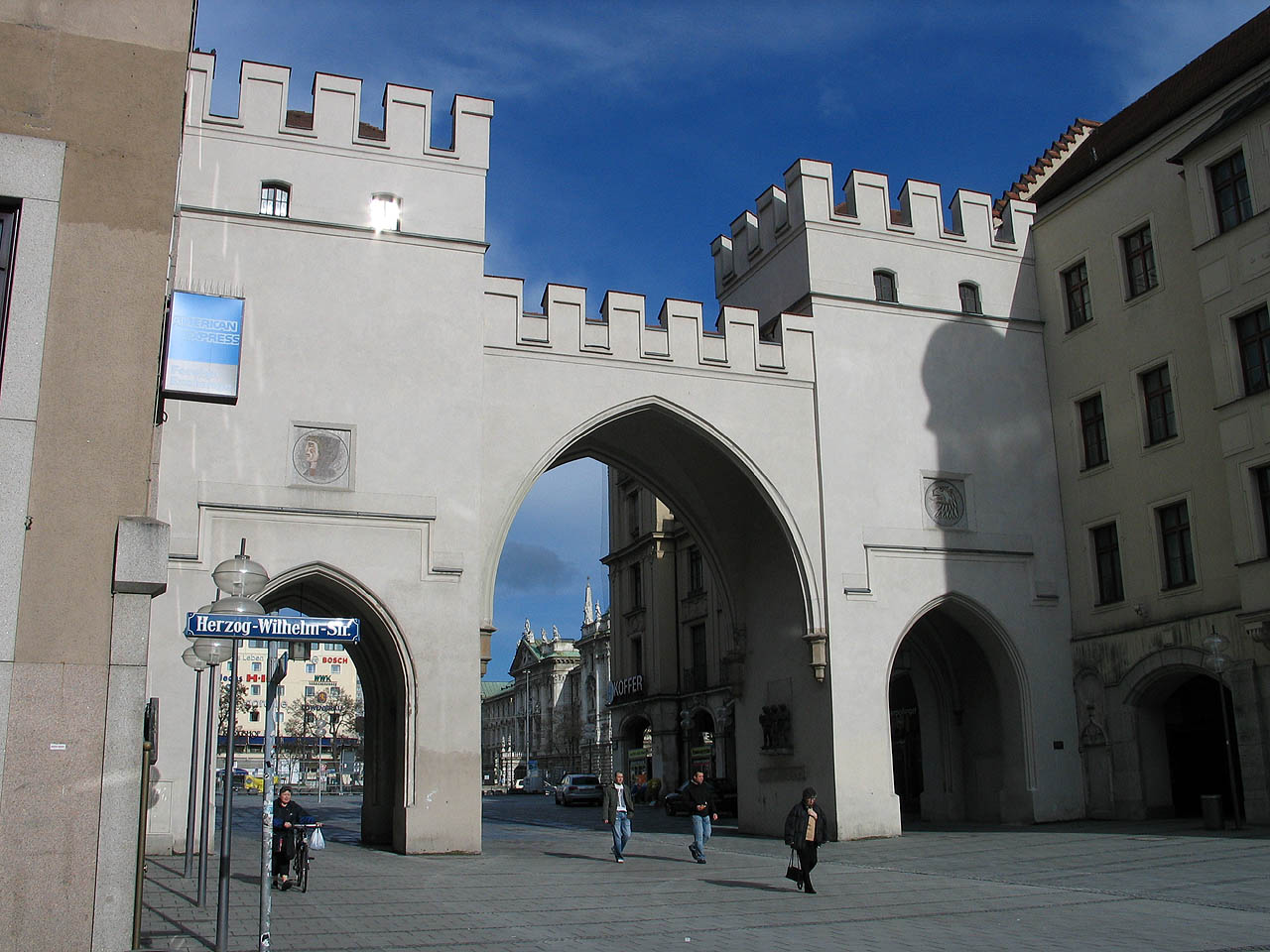
Vista general de la puerta.

La Karlstor es una de las antiguas puertas de Múnich y una de las tres que todavía existen, junto con Isartor y Sendlinger Tor.

## Historia
Esta puerta era parte de las fortificaciones medievales y protegía el acceso a la ciudad. Originariamente se llamaba Neuhauser Tor, pero en 1791 recibió el nombre de Karlstor en honor del príncipe Carlos Teodoro, quien decidió derribar las murallas para permitir la expansión de la ciudad. Además de esta puerta del Príncipe también se le ha dedicado la plaza que se encuentra más allá de la misma.
Originalmente, junto a la puerta había tres torres; la del centro, que era la más alta, fue demolida en 1861 después de la explosión de un depósito de pólvora en el interior. Ese mismo año se inició la reconstrucción de la puerta en estilo neogótico, diseñada por Domenico Zanetti. Las figuras de bronce que adornan los arcos proceden de una vieja fuente (Fischerbrunnen) en la Marienplatz.
- Datos: Q567400
- Multimedia: Karlstor (München) / Q567400